# 芒特愛達荷 (愛達荷州)
芒特愛達荷（英語：Mount Idaho）是位於美國愛達荷州愛達荷縣的一個鬼鎮。由於此地已於1922年被荒廢，本地已無人居住。

## 地理
芒特愛達荷的座標為45°54′14″N 116°04′56″W / 45.90389°N 116.08222°W，而該地的平均海拔高度為1110米（即3640英尺）。